# Otto, autobiographie d'un ours en peluche
Otto, autobiographie d'un ours en peluche est un livre illustré pour enfants, écrit en anglais et dessiné par Tomi Ungerer. La traduction française est parue en 1999.
L'histoire raconte la vie d'un ours en peluche nommé Otto, en passant par la Seconde Guerre mondiale et la violence des quartiers pauvres.

## Résumé du livre
Otto est la peluche de David, un petit enfant juif allemand, lequel a pour compagnon de jeux Oskar, un autre enfant allemand. En jouant, il renverse un encrier sur Otto, lui laissant une marque indélébile sur l'œil et l'oreille gauche. Du fait de la politique antijuive du Troisième Reich, la famille de David est raflée pour être déportée, et David, triste de quitter Oskar, lui donne son ours en peluche.
Lors des bombardements alliés de la libération de l'Europe, Oskar perd Otto dans les décombres de la maison.
Un G.I. noir américain se nommant Charlie ramasse le petit ours en peluche dans les décombres et, peu après, celui-ci le sauve en amortissant l'impact d'une balle allemande et le rebaptise Alamo. Le G.I. blessé serre Otto sur sa poitrine et fait la une des journaux. Otto devient la mascotte de son unité. À son retour de la guerre, le G.I. l'offre à sa petite fille Jasmine. Un jour qu'elle se promène avec Otto dans la rue de son quartier pauvre, des enfants lui arrachent Otto et le malmènent puis l'abandonnent dans une poubelle.
Une clocharde extrait l'ours de cette poubelle et le revend à un antiquaire. Après l'avoir réparé, l'antiquaire l'expose dans sa vitrine. Plusieurs années passent et Oskar, passant devant la vitrine, reconnaît la tache d'encre caractéristique d'Otto. Otto fait pour la deuxième fois la une des journaux. David, qui a survécu à la déportation et habite à présent à New-York, lit l'histoire d'Oskar dans la presse et le contacte. Les deux amis d'enfance ainsi réunis grâce à Otto se retrouvent et se racontent leur vie.

## Thèmes du livre
À travers ce livre émouvant, Tomi Ungerer montre qu'il est possible de parler de sujets difficiles aux enfants, notamment la guerre, la discrimination, la déportation et la violence sans exclure les valeurs positives comme l'amitié, l'entraide et la tolérance.
Questionné sur l'opportunité de représenter le feu, le sang, les cadavres dans un livre pour enfants, il répond : « Non, pourquoi ? Il n'y a aucune raison de ne pas montrer ça aux enfants. Ils voient cela à la télévision tous les jours. Il faut qu'ils sachent qu'un régime totalitaire, quel qu'il soit, c'est l'horreur. »